# Semiótica visual en arquitectura
La semiótica de la imagen tiene que ver con el estudio del signo icónico y los procesos que intervienen en la creación de sentido y significado a partir de la imagen.  
Estudiar la imagen está vinculado a la comunicación visual y va más allá de lo pictórico o visual como por ejemplo, los colores, las formas, los iconos, la composición, etc., permite incluir elementos históricos, sociales y antropológicos que forman parte de la semiótica de la imagen.
Al formar parte de la cultura, de la sociedad y de la política, la imagen permite construir socialmente el sentido en ciertos procesos de comunicación visual.
La imagen no se limita a un sistema de expresión sino que puede ser un elemento en la explicación de grupos sociales, religiosos, políticos y de medios de información. Es por ello que la semiótica de la imagen podría ser una herramienta para el conocimiento de como se presentan los procesos sociales en la vida.
El mundo de lo visual es decir de las imágenes puede prestarse para reflexiones abstractas como con referentes filosóficos, neurológicos o semióticos pero también técnicas o metodológicas.
La semiótica de la imagen sirve como herramienta de reflexión, de análisis para consideraciones socio-antropológicas de la imagen.
Por lo anterior es necesario entender a la semiótica de la imagen, dentro de una semiótica de lo visual. Lo visual integra: lo icónico y lo plástico.
Lo icónico es lo conocido, lo analógico, es una mimesis de un objeto de la realidad. Existen significantes icónicos que dependen de estos sistemas y están constituidos por unidades discretas que separan sus componentes. Ej. En una cara: ojos, cejas, nariz, etc.
Lo plástico moviliza los códigos basados en líneas, colores, texturas, son independientes a cualquier remisión mimética. Sus significantes no son susceptibles a dividirse, como las líneas, las formas, las texturas.
Según Eco, la intención de la semiótica es estudiar y entender los sistemas semióticos como las imágenes, los gestos, los objetos, que pueden mezclarse con el lenguaje verbal, esto lleva a entender a la semiótica como una translingüística, es decir, códigos que se encuentran en los sistemas expresivos, ya sean lingüísticos o no lingüísticos.
La semiótica da un vistazo al modo en que las cosas pueden convertirse en signos y portan significados dependiendo del contexto social y cultural al que pertenecen. Por ello es un fenómeno contextualizado, en la que los diferentes sistemas de significación, transmiten sentido ya sea verbal o no, a través de ciertos tipos de lenguaje como el audiovisual, pasando por la forma hasta comunicaciones de tipo virtual.
Estos lenguajes son usados en la expresión arquitectónica pues se alimenta de todos ellos para su representación, ya sea por medio de formas, colores, imágenes, texturas, etc.
Así pues la arquitectura forma parte de un contexto social, histórico, político, económico, es decir cultural, perteneciente a un ámbito que le da sentido y razón de ser.
Es así como a partir de estas condiciones, se puede entender a la arquitectura dentro de la semiótica visual, ya que tiene características icónicas y plásticas que forman parte del sistema de comunicación que usa la semiótica de la imagen.
La arquitectura cuenta con la capacidad de representar ideas, imágenes, conceptos, así como de reinterpretarlos y construir significados.
Para ello es necesario entender que la semiótica funge como una convención de significados, estos deben reconocerse para explicar el funcionamiento de los signos en la sociedad y la cultura.
La producción arquitectónica por lo tanto es parte de la cultura donde los significados cobran un papel primordial.
La semiótica es una ciencia que nos ayuda a interpretar los signos que
permiten la comunicación, en este caso entre el arquitecto y el receptor. En
cada obra arquitectónica existen diferentes símbolos y signos los cuales se
representan de distintas maneras para que el receptor pueda entenderlo y
así comprender al arquitecto.
Estos signos y símbolos van de la mano con conocer la cultura de los lugares
en donde se crean las obras arquitectónicas, la manera en la que se busca
que se adapte al lugar y al ambiente en el que está rodeado. Gracias a la
semiótica podemos comprender e interpretar todo esto como parte de la
arquitectura y de lo que la compone.
Todo esto es gracias a que el emisor (arquitecto) convierte esos símbolos en
objetos, materiales y colores que ayudan al receptor a darle sentido. Otra
manera de lograr esto es gracias a la diferente iluminación que se maneje, los
materiales también logran un papel importante dentro de las herramientas
para lograr la interpretación del receptor.
Todas las obras arquitectónicas que vemos están conformadas por signos
que el arquitecto quiso transmitir de diferentes maneras y que en muchas
ocasiones nosotros como receptores nos conformamos con solo observarla y
no analizarla de manera que nosotros podamos encontrarle el sentido a
cada cosa.
- Datos: Q25406522